# Akadiana

Obszar Akadiany

Akadiana (franc. Acadiane, ang. Acadiana lub Cajun Country) – oficjalna, oznaczająca francuskojęzyczny region etniczny i kulturowy, nazwa 22 parafii w Luizjanie, zamieszkanych głównie przez potomków francuskich osadników z Akadii, nazywanych Cajun (Kadyjczyków).

## Historia
Akadiana została zasiedlona w latach 1755–1763 przez francuskich osadników z Akadii, wypędzonych przez Brytyjczyków. W XIX wieku wschodnie parafie zasiedlili osadnicy z Niemiec. Obecnie oprócz francuskojęzycznej ludności Cajun, Akadianę zamieszkują: Indianie, Afroamerykanie (Kreole) i przybysze z płd.-wsch. Azji.
Nazwa "Akadiana" po raz pierwszy pojawiła się w miejscowych mediach w połowie lat 50. XX wieku, jako określenie tzw. "Południowej Akadii" (w odróżnieniu od kanadyjskiej "Północnej Akadii"). W 1971 oficjalnie zatwierdzono nazwę Akadiana na określenie regionu, obejmującego 22 parafie: Acadia, Ascension, Assumption, Avoyelles, Calcasieu, Cameron, Evangeline, Iberia, Iberville, Jeff Davis, Lafayette, Lafourche, Pointe Coupee, St. Charles, St. James, St. John The Baptist, St. Landry, St. Martin, St. Mary, Terrebonne, Vermilion i West Baton Rouge.

## Flaga

Oficjalna flaga Akadiany

Flagę stworzył w 1965 Thomas Arceneaux. Trzy lilie symbolizują Francję, zamek jest symbolem Kastylii, gwiazda symbolizuje Maryję.

## Geografia i gospodarka
W północnych parafiach Akadiany dominują równinne prerie i niewysokie wzniesienia. W tym regionie uprawia się głównie bawełnę i kukurydzę. Południowe parafie mają krajobraz charakterystyczny dla "Regionu Bayou" z bagnistymi lasami cypryśnikowymi i starorzeczami. Główne uprawy to ryż i trzcina cukrowa.
Centrum regionu jest miasto Lafayette; inne większe miejscowości to: Lake Charles, Abbeville, Crowley, Donaldsonville, Eunice, New Iberia, Opelousas, Rayne i St. Martinville.
Obecnie głównymi gałęziami gospodarki są: wydobycie ropy naftowej, turystyka i rolnictwo. Region jest często nawiedzany przez katastrofalne powodzie i huragany, co spowodowało konieczność znacznej rozbudowy dróg w celu ewakuacji ludności z zagrożonych terenów.